# Phan Thanh Giản
Phan Thanh Giản eller Phan Thanh Jan (Chữ nho: 潘淸簡), född 1796, död 1867 (självmord), var en vietnamesisk politiker, diplomat och historiker. Han var Vietnams diplomat i Frankrike.
Gian var en djupt troende konfucianist och levde därför efter devisen att leva i förnuftets lydnad. Därför gav han upp mot den franska militären när den hotade att invadera Vietnam, även om han ville kämpa tillbaka. Han sade att:
| ” | Fransmännen har väldiga stridsskepp, fyllda med soldater och beväpnade med stora kanoner. Ingen kan motstå dem. De åker var de vill, och de starkaste murar faller för dem. | „ |
| – | |   |